# Стара Река (Ямбольська область)
Ста́ра Река́ (болг. Стара река) — село в Ямбольській області Болгарії. Входить до складу общини Тунджа.

## Населення
За даними перепису населення 2011 року у селі проживали 292 особи.
Національний склад населення села:
| Національність   | Кількість осіб | Відсоток |
| ---------------- | -------------- | -------- |
| болгари          | 266            | 91,7%    |
| цигани           | 18             | 6,2%     |
| турки            | 0              | 0%       |
| Всього відповіли | 290            |          |

Розподіл населення за віком у 2011 році:
Динаміка населення: